# Reggenza di Pasaman
La reggenza di Pasaman (in indonesiano: Kabupaten Pasaman) è una reggenza dell'Indonesia, situata nella provincia di Sumatra Occidentale.